# S.O.B.
S.O.B. és una pel·lícula nord-americana de 1981, escrita, produïda i dirigida per Blake Edwards. Protagonitzada per Julie Andrews, Richard Mulligan, William Holden en els papers principals.
El títol té el seu origen en un epítet gens afectuós que va dirigir William Holden a uns productors. Els va anomenar sons of a bitch (fills de gossa), i és una sàtira sobre la societat i la indústria cinematogràfica de Hollywood. Ha estat doblada al català.

## Argument
Felix Farmer (Richard Mulligan) és un reeixit productor i director de cinema a Hollywood, que té el seu primer fracàs professional, que el porta a la vora de la bogeria. Després de passar per un període d'autodestrucció, decideix recuperar el seu prestigi a través de refer el seu fracassat film. Para això proposa filmar una nova versió, aquesta vegada en un musical amb to semi eròtic, on la seva esposa Sally Miles (Julie Andrews) haurà de mostrar-se seminua en una escena. Sally és una prestigiosa actriu de pel·lícules musicals i de to familiar, la qual cosa provoca una commoció entre els productors. L'escena es filma, però provoca novament una crisi emocional en Felix, que el porta al suïcidi. L'última crisi de la seva vida la pateixen els seus amics Tim Culley (William Holden), Ben Coogan (Robert Webber) i el dr. Finegarten (Robert Preston) que hauran de complir amb la voluntat de Felix de fer un funeral en el mar.
- Richard Mulligan: Felix Farmer
- Julie Andrews: Sally Miles
- William Holden: Tim Culley
- Marisa Berenson: Mavis
- Larry Hagman: Dick Benson
- Robert Loggia: Herb Maskowitz
- Stuart Margolin: Gary Murdock
- Robert Preston : Dr. Irving Finegarten
- Craig Stevens : Willard
- Robert Webber: Ben Coogan
- Loretta Swit: Roseau de Polly
- Robert Vaughn: David Blackman
- Shelley Winters: Eva Brown
- Rosanna Arquette: Babs
- Jennifer Edwards: Lila
- Byron Kane: O’Ryan
- Gene Nelson: Clive Lytell